# Sieruciowce
Sieruciowce [ɕɛruˈt͡ɕɔft͡sɛ] est un village polonais de la gmina de Nowy Dwór dans le powiat de Sokółka et dans la voïvodie de Podlachie. Il se situe à environ 4 kilomètres au nord de Nowy Dwór, à 30 kilomètres au nord de Sokółka et à 66 kilomètres au nord de Białystok. 